# 小行星30826
小行星30826（30826 Coulomb）是一颗绕太阳运转的小行星，为主小行星带小行星。该小行星于1990年10月10日发现。

## 轨道参数
小行星30826的轨道半长轴为3.0339175 UA，离心率为0.195。